# Wyrbjane
Wyrbjane (bułg. Върбяне) – wieś w Bułgarii, w obwodzie Szumen, w gminie Kaspiczan. W 2024 roku liczyła 260 mieszkańców.